# Запоріжжя (моторвагонне депо)
Запорізьке моторвагонне депо (РПЧ-3 Запоріжжя, до 2015 року — відокремлений структурний підрозділ «Запорізьке моторвагонне депо» державного підприємства «Придніпровська залізниця») — підприємство залізничного транспорту, розташоване на території Запорізької дирекції залізничних перевезень.
Підпорядковується службі приміських пасажирських перевезень Придніпровської залізниці. Забезпечує обслуговування пасажирів у приміському сполученні, а також поточне утримання та різні види ремонту моторвагонного рухомого складу.
Розташоване на території залізничної станції Запоріжжя II.

## Історія
Підприємство засноване 1 квітня 2008 року в результаті реструктуризації локомотивного депо ТЧ-14.

## Рухомий склад
- Електропоїзди: ЕР1, ЕР2